# Scybalistodes violetalis
Scybalistodes violetalis là một loài bướm đêm trong họ Crambidae.